# 大阪モノレール彩都線
彩都線（さいとせん）は、大阪府吹田市の万博記念公園駅から大阪府茨木市の彩都西駅を結ぶ大阪モノレールの跨座式モノレール路線である。正式な路線名は国際文化公園都市モノレール線（こくさいぶんかこうえんとしモノレールせん）であるが、旅客案内上は使用されていない。
万博記念公園駅から万博記念公園の東側を半周して北進し、阪大病院前駅を経て、茨木市北部の国際文化公園都市（彩都）の彩都西駅まで路線が延びている。

## 路線データ
- 路線距離（営業キロ）：6.8 km
- 方式：跨座式モノレール
- 駅数：5駅（起終点駅含む）
- 複線区間：全線
- 電化方式：直流1500 V
- 閉塞方式：車内信号式
- 最高速度：75 km/h[3]
- 最急勾配：50 ‰（万博記念公園 - 公園東口・豊川 - 彩都西）
- 最急曲線：120 m（公園東口 - 阪大病院前）

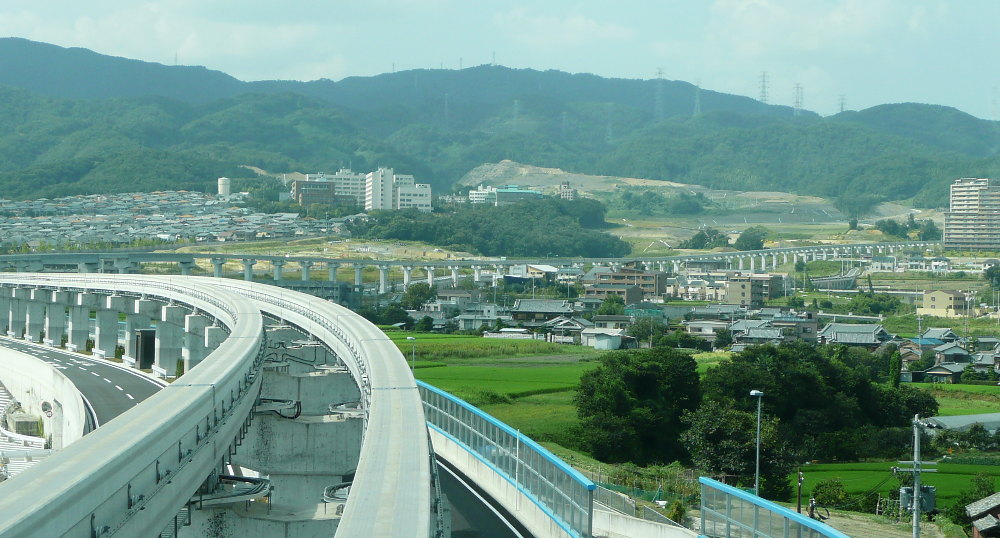
豊川 - 彩都西付近の沿線風景

- 走行方向：左側通行

## 運行形態
平日朝ラッシュ時は約6 - 10分間隔、平日の夕方以降や土休日の朝は約10分間隔で運転される。また、平日の朝と夕方以降は一部を除き本線の千里中央駅 - 彩都西駅間の直通運転が行われるが、それ以外は線内折り返し運転となる。平日の昼間時間帯や土休日の11時台以降は約12分間隔での運行となる。
公園東口駅前の万博記念競技場でアメリカンフットボールの試合など、多くの観客が訪れると予想されるイベントがあるときは臨時列車が設定されるほか、行事の終了時など一気に多くの乗客が乗車する時間帯には、定期列車も合わせて5分間隔の運行が行われるときもある。この臨時列車は土・休日でも千里中央までの直通列車が設定されることがある。この臨時列車は彩都西駅延伸後しばらくの間は全区間で運転されていたが、2008年9月に阪大病院前駅近隣の茨木カンツリー倶楽部で行われたパナソニックオープンの観客輸送のための臨時列車から、かつて阪大病院前駅が終着駅だったときに使われていた折り返し用のポイントを活用して万博記念公園駅から阪大病院前駅までの区間運転となり、それ以降の臨時列車も10分間隔となる場合は大半が阪大病院前駅折り返しとなった。この折り返し列車はポイントが阪大病院前駅の万博記念公園側にあるため、彩都西方面行きホームである1番線に到着後そのまま折り返す。ただし臨時列車も含めて5分間隔となる場合は、1番線での停車時間を確保できないため従来どおり彩都西駅折り返しとなる。
2015年までJリーグのガンバ大阪が万博記念競技場を本拠地としていたため、ホーム戦がある時は必ず臨時列車が運転されていたが、本拠地の移転により臨時列車の運転機会が激減した。その他、彩都西駅が最寄の大阪大学外国語学部（旧大阪外国語大学）のオープンキャンパス開催日に臨時列車の運転が行われた年もあったが、2023年（令和5年）に外国語学部のキャンパスが移転したこともあり近年は臨時列車は運転されていない。
千里中央発の平日ダイヤの最終列車は、門真市行きよりも23分遅い午前0時6分に彩都西行きが設定されており、彩都線の各駅は本線の各駅より遅い時間まで営業列車が運転されている。この列車は彩都西駅の到着ホームに到着後、折り返し線を使って出発ホームへ転線後に一晩留置される。
彩都線が万博記念公園駅に入場するすぐ手前で、わずかの距離であるが本線と軌道を共有している。このため行楽シーズンなどで本線が遅延している時や、万博記念競技場でのイベント終了時などで彩都線が遅延している時には、別の線のダイヤに影響を与えることになる。
2010年3月28日のダイヤ改正により、夕方以降の千里中央駅直通列車が深夜1本を除くすべての列車に拡大された。また2017年6月3日のダイヤ改正で平日朝のみ、大阪空港駅行きの直通列車1本（2023年2月27日のダイヤ改正以降は彩都西駅6時50分発）が設定された。

## 歴史
国際文化公園都市（彩都）へのアクセス路線としては、当初阪急千里線を延長することが検討されていたが、人口規模からモノレールが選択された。万博記念公園 - 阪大病院前間は、大阪大学医学部と大阪大学医学部附属病院の要請を受けて1998年に先行開業した区間であり、この区間にある阪大病院前駅と公園東口駅は本線と駅舎の形状が共通している。一方、2007年に開業した豊川駅・彩都西駅はそれぞれ独自のデザインを採用している。
- 1998年（平成10年）10月1日：万博記念公園 - 阪大病院前間が開業[1]。
- 2002年（平成14年）：阪大病院前 - 彩都西間着工[6]。
- 2007年（平成19年）3月19日：阪大病院前 - 彩都西間が開業[1][2]。
- 2018年（平成30年）
  - 6月18日：大阪府北部地震により全線で運転見合わせとなる[7][8]。
  - 6月22日：始発より万博記念公園 - 阪大病院前間が、13時から阪大病院前 - 彩都西間が運転再開[9][10][11]。
  - 6月24日：部品が落下する可能性のある車両が見つかったため始発から運行を取り止めた[12]。
- 2020年（令和2年）6月1日：運営会社が大阪高速鉄道株式会社から大阪モノレール株式会社に社名変更[13]

## 延伸計画
今後の彩都の開発をふまえて、彩都西駅から彩都の中地区の中部駅（仮称）を経て、東地区の東センター駅（仮称）までの区間が整備される予定となっていた。彩都の中地区は物流拠点として開発されることが決定しており、東地区が当初計画の住宅地として開発が行われるかどうかは不透明であった。大阪モノレールは彩都の開発が中地区だけの場合は、中地区に設ける予定の中部駅までの延伸は行わない方針で、2015年の彩都中地区のオープンに際しても現実に路線の延長は行われなかった。中部駅は彩都線が東センター駅まで延伸された時だけに作られる中間駅とされていた。
彩都東地区は2015年に社会情勢の変化を踏まえて住宅地が中心の開発から、産業団地が中心に変更されている。住宅地を中心とする当初計画では、3万人の人口が計画されていたが、変更された計画では人口が5千人になり、乗客が少なくなると予想されている。ただ、開発が始まった彩都東地区の「中央東地区」には「モノレール車庫用地」が用意されている。しかし、2017年1月27日には、採算が取れないとして大阪府が彩都西駅以東の延伸を断念することを決定した。
2019年1月11日、未着工区間である彩都西駅以東の軌道運輸事業の廃止を国土交通省近畿運輸局に申請し、3月19日付で許可された。
一方で、茨木市商工会議所は、2023年12月14日に「北大阪環状モノレール準備室」を発足し、JR茨木から彩都西・忍頂寺・安威川ダム・山手台サニータウンを経て西河原・茨木シティ・南茨木へと循環する「北大阪環状モノレール」構想を発表した。

## 駅一覧
全駅大阪府内に所在。
| 駅番号 | 駅名           | 駅間キロ | 営業キロ | 接続路線                                 | 所在地 |
| ------ | -------------- | -------- | -------- | ---------------------------------------- | ------ |
| 17     | 万博記念公園駅 | -        | 0.0      | 大阪モノレール：大阪モノレール線（本線） | 吹田市 |
| 51     | 公園東口駅     | 1.1      | 1.1      |                                          | 吹田市 |
| 52     | 阪大病院前駅   | 1.5      | 2.6      |                                          | 茨木市 |
| 53     | 豊川駅         | 1.8      | 4.4      |                                          | 茨木市 |
| 54     | 彩都西駅       | 2.4      | 6.8      |                                          | 茨木市 |

- 駅はないが、豊川駅 - 彩都西駅間の一部では箕面市を走る。

## 沿線の施設
- 万博記念公園
  - 万博記念競技場
- 大阪大学吹田キャンパス
- 国際文化公園都市（彩都）